# Бозин, Анатолий Алексеевич
Анатолий Алексеевич Бозин (род. 3 января 1954, Камский леспромхоз, Кызыл-Юлдузский район, Татарская АССР, РСФСР, СССР) — советский борец классического стиля, чемпион и призёр чемпионатов СССР, призёр чемпионатов Европы, Заслуженный мастер спорта России.

## Биография
Увлёкся борьбой в 1968 году. В 1975 году выполнил норматив мастера спорта СССР. Участвовал в пяти чемпионатах СССР. Из-за травмы не смог принять участие в летних Олимпийских играх 1980 года в Москве. Участник эстафеты олимпийского огня зимних Олимпийских игр 2014 года в Сочи. Оставил большой спорт в 1983 году. С 1996 года преподает в Казанской ветеринарной академии. Подготовил четырёх мастеров спорта по греко-римской борьбе и восемь мастеров по борьбе на поясах. Среди его воспитанников две чемпионки мира по борьбе на поясах: Екатерина Арсеньева и Елена Михайлова.

## Спортивные результаты
- Чемпионат СССР по классической борьбе 1976 года — ;
- Чемпионат СССР по классической борьбе 1977 года — ;
- Чемпионат СССР по классической борьбе 1978 года — ;
- Чемпионат СССР по классической борьбе 1980 года — ;
- Чемпионат СССР по классической борьбе 1982 года — ;
- Чемпионат СССР по классической борьбе 1983 года — ;